# Plastic Tree
Plastic Tree, auch bekannt als プラスティック・トゥリー (oder davon abgeleitet PuraTuri), ist eine J-Rock-Band, die im Jahre 1993 in Chiba, Japan gegründet wurde.

## Geschichte
Plastic Tree hatten ihr Debüt im Mai 1995 und veröffentlichten ihr erstes Mini-Album Kimyou na Kajitsu: Strange Fruits am 11. Dezember desselben Jahres, nachdem bereits zwei Drummer-Wechsel erfolgt waren.
Ihre erste Single folgte zwei Jahre später mit 割れた窓 (Wareta Mado) bei Warner Music Japan, was sie zu einer Major-Band machte.
Plastic Tree verfolgen über die Jahre einen stetigen Rhythmus und Touren, die sie auch nach Europa führten. 2006 spielten sie erstmals im Rahmen der Chandelier Tour in Frankreich, Finnland und Deutschland. Für den 13. August 2010 kündigt die Band ihren bereits dritten Auftritt im Nippon Budokanan, nachdem sie zuvor zum Label Takuma JAPAN Communications wechseln.

## Stil
Plastic Trees Musik wurde von britischen Bands wie Radiohead und The Cure beeinflusst. Gerüchten zufolge stammt ihr Name von dem Radiohead-Song Fake Plastic Trees. Ryuutarou gab in einem Interview auf die Frage, wenn er auf einer einsamen Insel gestrandet wäre und nur ein Album dabei haben dürfte, welches das wäre, die Antwort „Pablo Honey von Radiohead.“
Musikalisch ist die Band zwischen Rock und Pop einzuordnen und durchlief verschiedene Wandlungen. Ihre Musik wird dabei von Ryuutarous markanter Stimme und seinen Texten geprägt. Vor dem Album Träumerei wurden fast alle Lieder von Tadashi geschrieben und von Ryuutarou getextet. Heute entstehen die meisten Songs als Zusammenarbeit von Akira und Ryuutarou.

## Fanclub
Während Plastic Tree bei Sweetheart unter Vertrag waren, hieß ihr Fanclub „Sickroom“. Als sie dann zum Label J-Rock wechselten, eröffneten sie einen neuen Fanclub namens „Jelly Fish Breed“.

## Diskografie

### Alben
- Hide and Seek (1997)
- Puppet Show (1998)
- Parade (2000)
- Cut ~Early Songs Best Selection~ (2001)
- Plastic Tree Single Collection (2001)
- トロイメライ (Toroimerai [Träumerei]) (2002)
- Best Album (Premium Best) (2002)
- シロクロニクル (Shiro Kuro Nikuru [Shiro Chronicle]) (2003)
- Cell (2004)
- 白盤 (Greatest Hits) (shiro ban) (2005)
- 黒盤 (Greatest Hits) (kuro ban) (2005)
- シャンデリア (Shanderia [Chandelier]) (2006)
- Nega to Poji (2007)
- B面画報 (2007)
- ウツセミ (Utsusemi) (2008)
- Dona Dona (2009)
- Ammonite (2011)
- Ink (2012)
- Hakusei (2015)
- doorAdore (2018)
- Toshiki Theorem (2020)
- (Re)quest (2022)
- Jusshokuteiri (2023)
- Plastic Tree (2024)

### Singles
- リラの樹 (Rira no ki) (1996)
- 割れた窓 (wareta mado) (1997)
- 本当の嘘 (hontou no uso) (1998)
- 絶望の丘 (zetsubou no oka) (1998)
- トレモロ (Toremoro [Tremolo]) (1999)
- Sink (1999)
- ツメタイヒカリ (Tsumetai Hikari) (1999)
- スライド (Suraido [Slide]) (2000)
- ロケット (Roketto [Rocket]) (2000)
- プラネタリウム (Puranetariumu [Planetarium]) (2001)
- 散りユク僕ラ (chiri Yuku bokura) (2001)
- 青い鳥 (aoi tori) (2002)
- バカになったのに (Baka ni natta noni) (2003)
- もしもピアノが弾げたなら (moshimo Piano ga hiketa nara) (2003)
- 水色ガールフレンド Mizuiro Girlfriend (2003)
- 雪蛍 (yuki hotaru) (2004)
- 春咲 センチメンタル (harusaki Senchimentaru [Harusaki Sentimental]) (2004)
- メランコリック (merankorikku [Melancholic]) (2004)
- 賛美歌 (sanbika) (2005)
- 名前のない花 (namae no nai hana) (2005)
- Ghost (2005)
- 空中ブランコ (kuuchuu Buranko [Kuchuu Blanco]) (2005)
- ナミダドロップ (Namida Doruppu [Namida Drop]) (2006)
- 真っ赤な糸 (makka na ito) (2007)
- アローンアゲイン、ワンダフルワールド (Alone Again, Wonderful World) (2008)
- リプレイ/Dolly (Ripurei/Dolly [Replay/Dolly]) (2008)
- Fukurou (2009)
- Sanatorium (2009)
- Moonlight-----. (2010)
- Mirai Iro (2010)
- Joumyaku (2012)
- Kuchizuke (2012)
- Shion (2012)
- Doukou (2013)
- Mime (2014)
- Slow (2015)
- Rakka (2015)
- Silent Noise (2016)
- Nenriki (2017)
- Uchuu Yuuei (2017)
- Inside Out (2018)
- Senzou (2019)
- Azabana (2023)
- Zawameki (2009)

### Videoalben
- Alice’s sleeping bag (1996)
- Innocent Picture Show (1997)
- 二次元ヲゴール② nijigen Orgel 2 (2000)
- 黒テント kuro tento (2002)
- 黒テント② kuro tento 2 ~ Live 2002 ’Shoegazer Tokyo’~ (2002)
- 二次元ヲゴール③ nijigen Orgel 3 (2004)
- 二次元ヲゴール nijigen Orgel (2005)
- 花燃えて、亡霊の涙、天幕に堕ちる。 – Live & Clips 2005 hana moete, bourei no namida, tenmaku ni ochiru. (2006)
- ゼロ zero (2007)
- Merry Go Around The World (2008)
- Tent (2009)
- Gestalt houkai -Eizou hen- (2009)
- Shugyoku to himitsu kouen (2010)
- Ch.P (2010)
- Yuku pura kita pura (2011)
- Ammonite Jitsuen-Ban (2011)
- Hide and Seek" -Tsukai Kouen (2013)
- Tent 3 (2013)
- Plastic Tree no Sen Pura (2014)
- Soshite Parade wa Tsuzuku (2015)